# Luxemburg miniszterelnökeinek listája
A luxemburgi miniszterelnök (franciául: Premier ministre du Luxembourg) Luxemburg kormányfője. Hivatalos lakóhelye és irodája a luxembourgi Hôtel de Bourgogne.
A kormányfő megnevezése 1989 óta hivatalosan is miniszterelnök, bár a kormányfőket korábban is ezen a néven illették. 1857 és 1989 között a a kormányfő megnevezése a kormány elnöke, 1857 előtt pedig a Tanács elnöke megnevezés volt használatban.
A miniszterelnök éves fizetése 250 000 euró.

## A függetlenek korszaka (1848–1918)
Az első alkotmány 1848-as bevezetésétől kezdődően a huszadik század elejéig a luxemburgi politikát a független politikusok és államférfiak határozták meg. Akiket a nagyherceg mint politikai egyeduralkodó nevezett ki a parlamenttől függetlenül. Ennek eredményeként a kormányfők többsége gyakran mérsékelt, centrista irányzatokat vallott a nélkül, hogy csatlakoznia kellett volna a parlament két frakciójának valamelyikéhez. A korban a luxemburgi politika két fő irányvonalát a szekuralista liberálisok és a katolikus konzervatívok határozták meg.
A huszadik század elején a szocializmus mint harmadik erő megjelenése a luxemburgi politikában megszüntette a függetlenek dominanciáját, és tovább polarizálta az ország politikáját. Ez csak 1915-ben érintette a miniszterelnöki hivatalt, amikor a régóta kormányon lévő Paul Eyschen hivatalában meghalt. Halála harcot indított a hatalomért a fő frakciók között, ami a formalizált pártrendszer kialakulásához vezetett.

### A Luxemburgi Nagyhercegségminiszterelnökei 1815 és 1890 között
| Kormányfő               | Kormányfő                                          | Terminus             | Terminus             | Uralkodó               |
| Kormányfő               | Kormányfő                                          | Kezdete              | Vége                 | Uralkodó               |
| ----------------------- | -------------------------------------------------- | -------------------- | -------------------- | ---------------------- |
|                         | Gaspard-Théodore-Ignace de la Fontaine (1787–1871) | 1848. augusztus 1.   | 1848. december 6.    | II. Vilmos (1840-1849) |
|                         | Jean-Jacques Madeleine Willmar (1792–1866)         | 1848. december 6.    | 1853. szeptember 23. | II. Vilmos (1840-1849) |
| III. Vilmos (1849–1890) | Jean-Jacques Madeleine Willmar (1792–1866)         | 1848. december 6.    | 1853. szeptember 23. |                        |
|                         | Charles Simons (1802–1874)                         | 1853. szeptember 23. | 1860. szeptember 26. |                        |
|                         | Victor de Tornaco báró (1805–1875)                 | 1860. szeptember 26. | 1867. december 3.    |                        |
|                         | Lambert Joseph Servais (1811–1890)                 | 1867. december 3.    | 1874. december 26.   |                        |
|                         | Félix de Blochausen báró (1834–1915)               | 1874. december 26.   | 1885. február 20.    |                        |
|                         | Édouard Thilges (1817–1904)                        | 1885. február 20.    | 1888. szeptember 22. |                        |
|                         | Paul Eyschen (1841–1915)                           | 1888. szeptember 22. | 1890. november 23.   |                        |

1815 és 1890 között a Luxemburgi Nagyhercegség uralkodói egyben a Holland Királyság uralkodói is voltak. Luxembourg 1890 óta független monarchia.

### A Luxemburgi Nagyhercegségminiszterelnökei 1890 óta
| Kormányfő                  | Kormányfő                     | Terminus           | Terminus             | Uralkodó          |
| Kormányfő                  | Kormányfő                     | Kezdete            | Vége                 | Uralkodó          |
| -------------------------- | ----------------------------- | ------------------ | -------------------- | ----------------- |
|                            | Paul Eyschen (1841–1915)      | 1890. november 23. | 1915. október 11.    | Adolf (1890-1905) |
| IV. Vilmos (1905–1912)     | Paul Eyschen (1841–1915)      | 1890. november 23. | 1915. október 11.    |                   |
| Mária Adelaida (1912-1919) | Paul Eyschen (1841–1915)      | 1890. november 23. | 1915. október 11.    |                   |
|                            | Mathias Mongenast (1843–1926) | 1915. október 11.  | 1915. november 6.    |                   |
|                            | Hubert Loutsch (1878–1946)    | 1915. november 6.  | 1916. február 24.    |                   |
|                            | Victor Thorn (1844–1930)      | 1916. február 24.  | 1917. június 19.     |                   |
|                            | Léon Kauffman (1869–1952)     | 1917. június 19.   | 1918. szeptember 28. |                   |

## A pártrendszer (1918 – jelen)
1918-ban, az első világháború vége felé új képviselői kamarát választottak, amelynek kifejezett célja az alkotmány felülvizsgálata volt. Ennek érdekében a fő politikai blokkok formalizált pártokat hoztak létre, hogy növeljék alkupozíciójukat a tárgyalások során. Az alkotmány módosításával bevezették az általános választójogot és a kötelező szavazást, valamint elfogadták az arányos képviseletet és korlátozták az uralkodó jogait.

### A Luxemburgi Nagyhercegségminiszterelnökei 1918 óta
| Kormányfő                    | Kormányfő                       | Terminus             | Terminus           | Párt                                                            | Uralkodó                   |
| Kormányfő                    | Kormányfő                       | Kezdete              | Vége               | Párt                                                            | Uralkodó                   |
| ---------------------------- | ------------------------------- | -------------------- | ------------------ | --------------------------------------------------------------- | -------------------------- |
|                              | Émile Reuter (1874–1973)        | 1918. szeptember 28. | 1925. március 20.  | Jobboldal Pártja Rietspartei                                    | Mária Adelaida (1912–1919) |
| Sarolta (1919–1964)          | Émile Reuter (1874–1973)        | 1918. szeptember 28. | 1925. március 20.  | Jobboldal Pártja Rietspartei                                    |                            |
|                              | Pierre Prüm (1886–1950)         | 1925. március 20.    | 1926. július 16.   | Független Nemzeti Párt Onofhängeg Nationalpartei                |                            |
|                              | Joseph Bech (1887–1975)         | 1926. július 16.     | 1937. november 5.  | Jobboldal Pártja Rietspartei                                    |                            |
|                              | Pierre Dupong (1885–1953)       | 1937. november 5.    | 1940. május 10.    | Jobboldal Pártja Rietspartei                                    |                            |
| 1940. május 10.              | Pierre Dupong (1885–1953)       | 1944. november 23.   | Száműzetésben      | Jobboldal Pártja Rietspartei                                    |                            |
| Német megszállás (1940-1944) |                                 |                      |                    |                                                                 |                            |
|                              | Pierre Dupong (1885–1953)       | 1944. november 23.   | 1953. december 23. | Keresztényszocialista Néppárt Chrëschtlech Sozial Vollekspartei | Sarolta (1919–1964)        |
|                              | Joseph Bech (1887–1975)         | 1953. december 23.   | 1958. március 29.  | Keresztényszocialista Néppárt Chrëschtlech Sozial Vollekspartei | Sarolta (1919–1964)        |
|                              | Pierre Frieden (1892–1959)      | 1958. március 29.    | 1959. február 23.  | Keresztényszocialista Néppárt Chrëschtlech Sozial Vollekspartei | Sarolta (1919–1964)        |
|                              | Pierre Werner (1913–2002)       | 1959. február 23.    | 1974. június 15.   | Keresztényszocialista Néppárt Chrëschtlech Sozial Vollekspartei | Sarolta (1919–1964)        |
| János (1964–2000)            | Pierre Werner (1913–2002)       | 1959. február 23.    | 1974. június 15.   | Keresztényszocialista Néppárt Chrëschtlech Sozial Vollekspartei |                            |
|                              | Gaston Egmond Thorn (1928–2007) | 1974. június 15.     | 1979. július 16.   | Demokrata Párt Demokratesch Partei                              |                            |
|                              | Pierre Werner (1913–2002)       | 1979. július 16.     | 1984. július 20.   | Keresztényszocialista Néppárt Chrëschtlech Sozial Vollekspartei |                            |
|                              | Jacques Santer (1937)           | 1984. július 20.     | 1995. január 26.   | Keresztényszocialista Néppárt Chrëschtlech Sozial Vollekspartei |                            |
|                              | Jean-Claude Juncker (1954)      | 1995. január 26.     | 2013. december 4.  | Keresztényszocialista Néppárt Chrëschtlech Sozial Vollekspartei |                            |
| Henrik (2000-)               | Jean-Claude Juncker (1954)      | 1995. január 26.     | 2013. december 4.  | Keresztényszocialista Néppárt Chrëschtlech Sozial Vollekspartei |                            |
|                              | Xavier Bettel (1973)            | 2013. december 4.    | 2023. november 17. | Demokrata Párt Demokratesch Partei                              |                            |
|                              | Luc Frieden (1963)              | 2023. november 17.   | hivatalban         | Keresztényszocialista Néppárt Chrëschtlech Sozial Vollekspartei |                            |

## Fordítás
Ez a szócikk részben vagy egészben  a   List of prime ministers of Luxembourg című angol Wikipédia-szócikk ezen változatának fordításán alapul.  Az eredeti cikk szerkesztőit annak laptörténete sorolja fel. Ez a jelzés csupán a megfogalmazás eredetét és a szerzői jogokat jelzi, nem szolgál a cikkben szereplő információk forrásmegjelöléseként.